# بهتر از انتقام
«بهتر از انتقام» (انگلیسی: Better than Revenge) ترانه‌ای است که خواننده-ترانه‌سرای آمریکایی تیلور سوئیفت برای سومین آلبوم استودیویی‌اش، حالا صحبت کن (۲۰۱۰) نوشت و ضبط کرد. سوئیفت و نیتن چپمن این ترانه را تهیه کردند که یک اثر پاپ پانک مبتنی بر گیتار الکتریک است. در اشعار، شخصیت سوئیفت رقیب عاشقانه‌ای را خطاب می‌کند که دوست پسرش را دزدیده و عادات جنسی، سلیقه‌ها و انتخاب‌های زندگی دختر دیگر را به باد انتقاد می‌گیرد. «بهتر از انتقام» در سال ۲۰۱۰ وارد جدول فروش کانادا و ایالات متحده شد و در فهرست اجراهای تور جهانی حالا صحبت کن (۲۰۱۱–۲۰۱۲) قرار گرفت.
هنگامی که این ترانه برای نخستین بار منتشر شد، برخی از منتقدان موسیقی آن را خوشایند دانستند، اما نویسندگان و روزنامه‌نگاران فمینیستِ مخالف، اشعار آن هرزه‌نکوهی و زن‌ستیزانه عنوان کردند. سوئیفت از آن زمان به عنوان شخص فمینیست شناخته شده است، اگرچه تفسیرات انتقادی دربارهٔ وجههٔ عمومی او همچنان ادامه داشت. در نسخه ضبط مجدد سال ۲۰۲۳، این ترانه با عنوان «بهتر از انتقام (نسخه تیلور)» دوباره ضبط شد. سوئیفت این نسخه را پس از اختلاف نظر در سال ۲۰۱۹ در مورد مالکیت آلبوم‌هایش منتشر کرد. او متن ترانه را در بند برگردان تغییر داد—حرکتی که با واکنش‌های متفاوتی روبه‌رو شد. «بهتر از انتقام (نسخه تیلور)» در ۲۰۰ آهنگ جهانی بیلبورد به رتبهٔ ۲۵ رسید و سوئیفت نسخهٔ تغییریافته را در کنسرت نوامبر ۲۰۲۳ در بوئنوس آیرسبه عنوان بخشی از تور دوره‌ها اجرا کرد.